# لین (کلرادو)
لین (به انگلیسی: Lynn) یک منطقهٔ مسکونی در ایالات متحده آمریکا است که در شهرستان لاس انیماس، کلرادو واقع شده‌است. لین ۱٫۸۵۷ کیلومتر مربع مساحت و ۱۲ نفر جمعیت دارد.